# Jasper Pääkkönen
Jasper Pääkkönen (n. 15 iulie 1980, Helsinki) este un actor și un producător de film finlandez.
Pääkkönen s-a născut în Helsinki, fiind fiul soților Seppo Pääkkönen și Virve Havelin.

## Filmografie

### Televiziune
- Salatut elämät (1999–2001) - Saku Salin
- Kaunis mies (2003) - Joonatan Kuusisto
- Irtiottoja (2003) - Johnny

### Filme
- Ihmiselon ihanuus ja kurjuus (1988) - Arvi Hongisto
- Pahat pojat (Bad Boys) (2003) - Eero Takkunen
- Levottomat 3 (2004) - Aleksi
- Vares - yksityisetsivä (2004) - Jarmo, the pizza boy
- Paha maa (Frozen Land) (2005) - Niko Smolander
- Matti (2006) - Matti Nykänen
- V2 - Jäätynyt enkeli (Vares 2) (2007) - Dante Hell
- Kummeli Alivuokralainen (2008) - Kikke
- Rööperi (2009) - Korppu
- Lapland Odyssey (Napapiirin sankarit) (2010) - Kapu